# Septaliphoria
Septaliphoria – rodzaj ramienionogów żyjących w jurze i kredzie, należący do rzędu Rhynchonellida. Obejmuje formy o dwuwypukłych muszlach urzeźbionych wydatnymi żeberkami. W miejscu styku komórek tworzy się zygzakowata komisura. Skorupka brzuszna jest większa, ma dobrze rozwinięte umbo, a w części środkowej głęboką bruzdę. Na skorupce brzusznej brak arei, wykształcony jest natomiast tak zwany palintrop. Jest on odpowiednik arei, a różni się od niej brakiem spłaszczenia i wyraźnych krawędzi. W obrębie palintropu znajduje się wtórny, okrągły otworek nóżkowy (foramen pedunculare)